# Homem-Lagarto do Condado de Lee

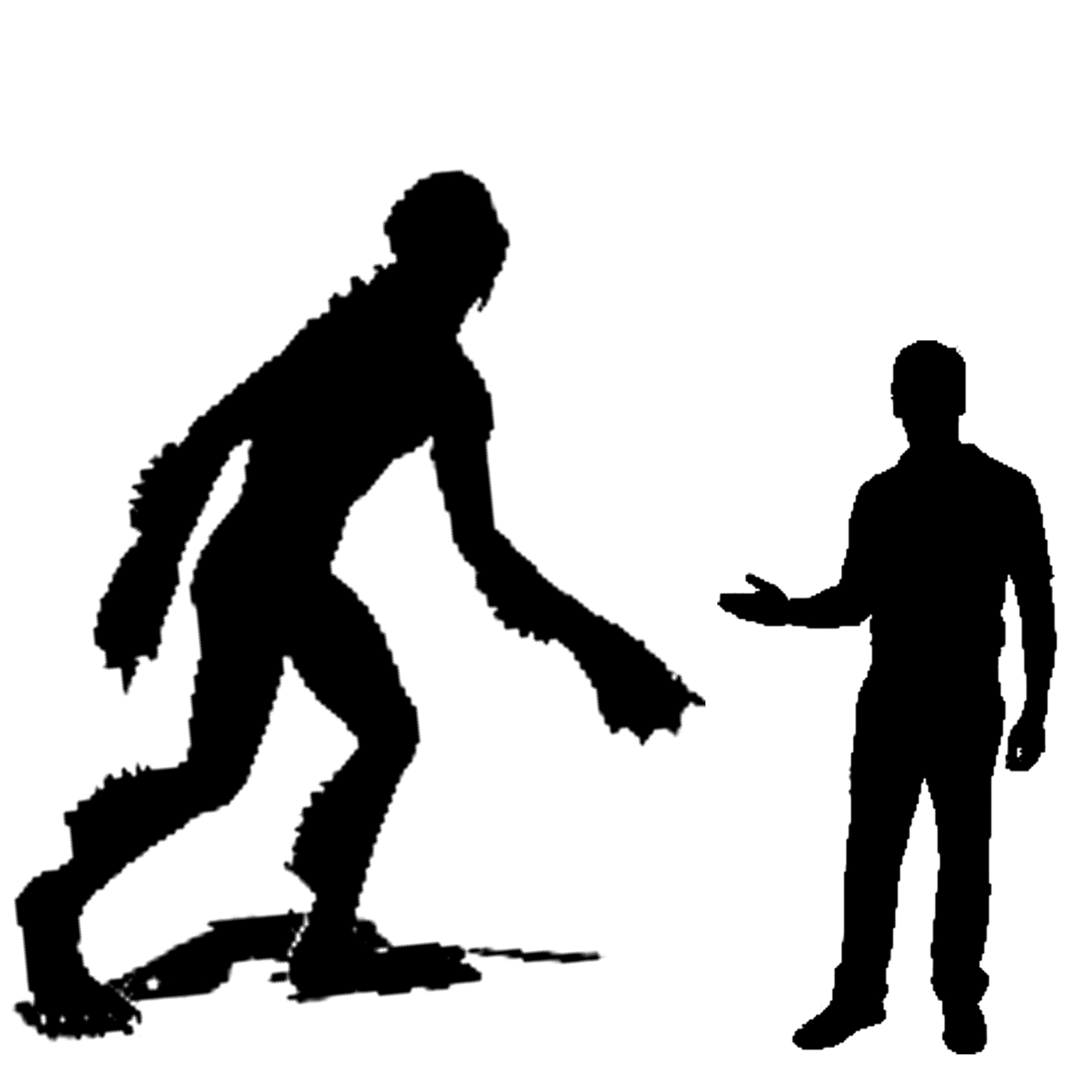
Representação em escala do Homem-Lagarto.

No folclore do condado de Lee, Carolina do Sul, o Homem-Lagarto do Pântano de Scape (também conhecido como Homem-Lagarto do Condado de Lee) é uma entidade que acredita-se habitar o pantanal da região. Mencionada pela primeira vez no final dos anos 80, os supostos avistamentos e danos atribuídos à criatura renderam uma quantidade significativa de publicidade em jornais, rádio e televisão.
O professor de estudos religiosos, Joseph P. Laycock, descreveu o frenesi da mídia e a subseqüente apreciação cultual por esta e outras afirmações semelhantes como seguindo uma previsível "cadeia de eventos — um estranho avistamento, atenção da mídia, mais avistamentos, seguido de visitas de curiosos turistas e caçadores de monstros". O pesquisador Ben Radford afirma que esta é uma história convincente, "mas vários aspectos importantes murcham sob escrutínio cético".

## História
Em 14 de julho de 1988, o escritório do xerife do condado de Lee investigou um relatório de um carro danificado durante a noite enquanto estava estacionado em uma casa na área de Browntown fora de Bishopville, na Carolina do Sul, nas margens do riacho Scape Ore Swamp. O carro alegadamente tinha marcas de dentes e arranhões com cabelos e pegadas lamacentas deixadas para trás. O Xerife Liston Truesdale observou que este foi o início de várias reivindicações que acabaram por se fundir em uma história sobre um lagarto no pântano. Impelido pela notícia dos danos do veículo, Christopher Davis, de dezessete anos, relatou ao xerife que seu carro foi danificado por uma criatura que ele descreveu como "verde, molhado, com cerca de dois metros de altura e com três dedos, olhos vermelhos, pele como um lagarto, escamas de serpente" duas semanas antes. De acordo com Davis, ele estava dirigindo para casa depois de trabalhar no turno da noite em um restaurante de fast food quando seu carro ficou com um pneu furado. Depois de consertá-lo, ele viu uma criatura caminhando na sua direção. Davis entrou em seu carro e começou a dirigir, mas a criatura logo estava em cima do carro. Ele acionou seus freios, fazendo a criatura rolar do carro, dando a Davis tempo suficiente para escapar. A cobertura dos jornais e da mídia resultou em maior atenção para suas reivindicações. Empresas locais começaram a vender camisetas do "Lizard Man", e a câmara de comércio local incentivou a atenção da mídia como "bom para a comunidade".
O aumento da publicidade nos jornais e na mídia provocou mais relatos de avistamentos, e a área logo se tornou uma atração turística para visitantes e caçadores. A estação de rádio local WCOS ofereceu uma recompensa de um milhão de dólares a qualquer um que pudesse capturar a criatura viva. Em 5 de agosto, Kenneth Orr, um aviador estacionado na Base da Força Aérea de Shaw, apresentou um relatório policial alegando que havia encontrado o Homem Lagarto na estrada 15, e que ele havia atirado e ferido. Ele apresentou várias escalas e uma pequena quantidade de sangue como prova. Orr recantou este relato dois dias depois quando foi acusado de portar ilegalmente uma pistola e do delito de apresentação de um relatório policial falso. De acordo com Orr, ele tinha embuste editado o avistamento a fim de manter as histórias sobre o Homem Lagarto em circulação. Os relatos da criatura diminuíram gradualmente no final do verão. As autoridades policiais locais especularam que os avistamentos provavelmente teriam sido causados por um urso.
Em 2008, a CNN mencionou a lenda do Homem Lagarto em uma história sobre um casal em Bishopville, Carolina do Sul que relatou danos em seu veículo, incluindo vestígios de sangue. Os vestígios de sangue foram posteriormente encontrados de um cão doméstico, embora o xerife local tenha sugerido que poderia ter sido um coiote ou lobo. Em 2015, a estação de televisão local WCIV apresentou fotos e vídeos alegadamente do Lizard Man, supostamente tirados por indivíduos não identificados.

## Controvérsias
O investigador cético Ben Radford afirma que os detalhes da história de Chris Davis não se mantêm sob escrutínio. O xerife Truesdale declarou que a história de Davis nunca vacilou, mas Radford escreve que não é verdade. Ao longo de semanas e meses e contos repetidos, os detalhes mudaram muitas vezes, de ter escalas para a "criatura que estava cheia de lama", quão longe Davis estava da criatura quando a viu pela primeira vez, e se ela atacou ou não o carro. Radford questionou como Davis foi capaz de ver detalhes da criatura Homem Lagarto às 2 da manhã quando não havia iluminação nas proximidades em uma área fortemente arborizada quando a lua não estava brilhante. Se esta era uma criatura agressiva, por que não havia outros avistamentos confiáveis? De acordo com Radford, a época da história de Davis não fazia sentido. Se Davis viu a criatura nas sombras enquanto fechava o porta-malas de seu carro, Davis ainda tinha que voltar ao carro e partir, mas Davis afirma que a criatura era tão rápida que o pegou quando ele estava fazendo 40 mph. Os relatos variam com a fonte que Davis contou à polícia sobre o ataque duas ou mais semanas depois. Após investigar, Radford afirma que o teste do detector de mentiras administrado a Davis pode ter sido uma "manobra publicitária" da Southern Marketing, Inc. - uma empresa que "arranjava aparições pessoais para Davis". Outra questão curiosa foi que não há fotografias dos danos ao carro de Davis que forneçam alguma evidência de que algo aconteceu. Relatos de jornais dão várias descrições dos danos ao carro, e em um jornal local Davis é citado como dizendo "ele escapou com apenas um arranhão em seu pára-lamas". Radford afirma que o relatório de Davis "é literalmente incrível, repleto de implausibilidades e impossibilidades". Pode ser sincero ou pode ser um embuste, mas em ambos os casos não foi encontrada nenhuma prova concreta da criatura".